# Natació en aigües obertes al Campionat del Món de natació de 2017 – 25 km masculí
La prova de 25 km masculí al Campionat del Món de natació de 2017 es va celebrar el 21 de juliol de 2017.

## Resultats
La cursa es va iniciar a les 08:30.
| Posició | Nedador              | Nacionalitat    | Temps        |
| ------- | -------------------- | --------------- | ------------ |
| 1       | Axel Reymond         | França          | 5:02:46.4    |
| 2       | Matteo Furlan        | Itàlia          | 5:02:47.0    |
| 3       | Evgeny Drattsev      | Rússia          | 5:02:49.8    |
| 4       | Simone Ruffini       | Itàlia          | 5:02:53.1    |
| 5       | Chip Peterson        | Estats Units    | 5:03:43.0    |
| 6       | Gergely Gyurta       | Hongria         | 5:04:00.7    |
| 7       | Vitaliy Khudyakov    | Kazakhstan      | 5:04:36.1    |
| 8       | Sergey Bolshakov     | Rússia          | 5:04:49.8    |
| 9       | Marcel Schouten      | Països Baixos   | 5:04:53.0    |
| 10      | Andreas Waschburger  | Alemanya        | 5:06:14.1    |
| 11      | Sören Meißner        | Alemanya        | 5:06:20.4    |
| 12      | Evgenij Pop Acev     | Macedònia       | 5:06:23.4    |
| 13      | Allan do Carmo       | Brasil          | 5:06:55.7    |
| 14      | Santiago Enderica    | Equador         | 5:08:54.8    |
| 15      | Yohsuke Miyamoto     | Japó            | 5:11:32.1    |
| 16      | Shahar Resman        | Israel          | 5:11:35.1    |
| 17      | Yuval Safra          | Israel          | 5:12:26.5    |
| 18      | Matěj Kozubek        | República Txeca | 5:13:17.0    |
| 19      | Taiki Nonaka         | Japó            | 5:13:35.5    |
| 20      | Guillermo Bertola    | Argentina       | 5:13:46.9    |
| 21      | Jack Brazier         | Austràlia       | 5:16:35.0    |
| 22      | Victor Colonese      | Brasil          | 5:27:14.2    |
| 23      | Haythem Abdelkhalek  | Tunísia         | 5:42:50.7    |
| 24      | Saleh Mohammad       | Síria           | 5:47:08.2    |
| 25      | Kenessary Kenenbayev | Kazakhstan      | 5:49:57.5    |
| —       | Simon Lamar          | Estats Units    | No va acabar |
| —       | Kristóf Rasovszky    | Hongria         | No va acabar |
| —       | Logan Fontaine       | França          | No va acabar |